# تپه بان آسیاب
تپه بان آسیاب در شهرستان دیواندره، بخش مرکزی، روستای نساره علیا واقع شده و این اثر در تاریخ ۷ آذر ۱۳۸۳ با شمارهٔ ثبت ۱۱۲۴۷ به‌عنوان یکی از آثار ملی ایران به ثبت رسیده است.